# Маллоу
Маллоу (англ. Mallow; ирл. Mala (Мала), от Magh nAla (Май-нАла), «долина камней») — (малый) город в Ирландии, находится в графстве Корк (провинция Манстер). В 1975 году это было первое узаконенное ирландское название по совету Картографического отдела Ирландии.
В Маллоу были зафиксированы самые высокие естественные показатели радона, что вызывает опасения местных жителей.
Местная железнодорожная станция была открыта 17 марта 1849 года.
Города-побратимы Маллоу — Тинли-Парк и Трегье.

## Демография
Население — 10 241 человек (по переписи 2006 года). В 2002 году население составляло 8937 человек. При этом, население внутри городской черты (legal area) было 7864, население пригородов (environs) — 2377.
Данные переписи 2006 года:
| Общие демографические показатели |               |                               |                               |      |      |
| Всё население                    | Всё население | Изменения населения 2002—2006 | Изменения населения 2002—2006 | 2006 | 2006 |
| 2002                             | 2006          | чел.                          | %                             | муж. | жен. |
| 8937                             | 10 241        | 1304                          | 14,6                          | 5105 | 5136 |

В нижеприводимых таблицах сумма всех ответов (столбец «сумма»), как правило, меньше общего населения населённого пункта (столбец «2006»).
| Религия (Тема 2 — 5 : Число людей по религиям, 2006) |             |                |             |            |        |        |
| Католики, чел.                                       | Католики, % | Другая религия | Без религии | не указано | сумма  | 2006   |
| 9344                                                 | 91,2        | 489            | 250         | 158        | 10 241 | 10 241 |

| Этно-расовый состав (Этничность. Тема 2 — 3 : Постоянное население по этническому или культурному происхождению, 2006) |            |              |       |        |        |            |        |        |
| Белые ирландцы | Лухт-шулта | Другие белые | Негры | Азиаты | Другие | Не указано | сумма  | 2006   |
| 8669 | 46         | 739          | 196   | 68     | 135    | 203        | 10 056 | 10 241 |
| Доля от всех отвечавших на вопрос, %                                                                                   |            |              |       |        |        |            |        |        |
| 86,2 | 0,5        | 7,3          | 1,9   | 0,7    | 1,3    | 2,0        | 100    | 98,21  |

1 — доля отвечавших на вопрос о языке от всего населения.
| Владение ирландским языком (Тема 3 — 1 : Число людей от 3 лет и старше по способности говорить по-ирландски, 2006) |      |            |       |        |
| Владеете ли Вы ирландским языком?                                                                                  |      |            |       |        |
| Да | Нет  | Не указано | сумма | 2006   |
| 4122 | 5368 | 266        | 9756  | 10 241 |
| Доля от всех отвечавших на вопрос о языке, %                                                                       |      |            |       |        |
| 42,3 | 55,0 | 2,7        | 100   | 95,31  |

1 — доля отвечавших на вопрос о языке от всего населения.
| Использование ирландского языка (Тема 3 — 2 : Говорящие по-ирландски от 3 лет и старше по частоте использования ирландского языка, 2006) |                                                            |                                               |                                               |                                               |                                               |                                               |       |                                     |        |
| Как часто и где Вы говорите по-ирландски?                                                                                                |                                                            |                                               |                                               |                                               |                                               |                                               |       |                                     |        |
| ежедневно, только в образовательных учреждениях                                                                                          | ежедневно, как в образовательных учреждениях, так и вне их | в других местах (вне образовательной системы) | в других местах (вне образовательной системы) | в других местах (вне образовательной системы) | в других местах (вне образовательной системы) | в других местах (вне образовательной системы) | сумма | всего, отвечавших на вопрос о языке | 2006   |
| ежедневно, только в образовательных учреждениях                                                                                          | ежедневно, как в образовательных учреждениях, так и вне их | ежедневно                                     | каждую неделю                                 | реже                                          | никогда                                       | не указано                                    | сумма | всего, отвечавших на вопрос о языке | 2006   |
| 1053 | 99                                                         | 84                                            | 216                                           | 1498                                          | 1096                                          | 76                                            | 4122  | 9756                                | 10 241 |
| Доля от всех отвечавших на вопрос о языке, %                                                                                             |                                                            |                                               |                                               |                                               |                                               |                                               |       |                                     |        |
| 10,8 | 1,0                                                        | 0,9                                           | 2,2                                           | 15,4                                          | 11,2                                          | 0,8                                           | 42,3  | 100                                 |        |

| Типы частных жилищ (Тема 6 — 1(a) : Число частных домовладений по типу размещения, 2006) |          |         |                 |            |       |        |
| Отдельный дом                                                                            | Квартира | Комната | Переносные дома | не указано | сумма | 2006   |
| 3513                                                                                     | 209      | 9       | 0               | 87         | 3818  | 10 241 |